# Distomatina
Distomatina es un grupo de protozoos excavados, flagelados y anaerobios, que pueden ser parásitos o comensales de animales, o ser vida libre. Suelen ser de pequeño tamaño, de 2 o 10 micras y piriformes.